# 発子女王
發子女王（はつこじょおう、1911年（明治44年）4月16日 - 1915年（大正4年）6月26日）は、明治、大正時代の日本の皇族。

## 生涯
1911年（明治44年）4月16日、久邇宮家の多嘉王と同妃静子の第1女子として誕生。
1915年（大正4年）6月21日未明に突然発熱、嘔吐および粘液膿状の下痢により痙攣状態となった。その後徐々に衰弱、25日午後4時20分に危篤となり翌26日午前8時に薨去した。
同年7月2日、京都市下京区今熊野町（当時、現：京都市東山区）の墓地（元法安寺跡）において葬儀が執り行われた。

## 血縁
- 父：多嘉王（久邇宮家）
- 母：多嘉王妃静子（水無瀬忠輔子爵の長女）
- 兄弟：發子女王 - 珖子女王 - 賀彦王 - 二条恭仁子 - 宇治家彦（家彦王） - 梨本徳彦（徳彦王）

## 系譜
| 發子女王 | 父: 多嘉王 | 祖父: 朝彦親王（久邇宮） | 曽祖父: 邦家親王（伏見宮） |
| 發子女王 | 父: 多嘉王 | 祖父: 朝彦親王（久邇宮） | 曽祖母: 鳥居小路信子       |
| 發子女王 | 父: 多嘉王 | 祖母: 泉萬喜子           | 曽祖父: 泉亭俊益           |
| 發子女王 | 父: 多嘉王 | 祖母: 泉萬喜子           | 曽祖母: 不詳               |
| 發子女王 | 母: 静子   | 祖父: 水無瀬忠輔         | 曽祖父: 裏松勲光           |
| 發子女王 | 母: 静子   | 祖父: 水無瀬忠輔         | 曽祖母: 不詳               |
| 發子女王 | 母: 静子   | 祖母: 水無瀬富子         | 曽祖父: 東園基敬           |
| 發子女王 | 母: 静子   | 祖母: 水無瀬富子         | 曽祖母: 不詳               |